# Leopold Staff
Leopold Henryk Staff, född 14 november 1878 i Lwów, död 31 maj 1957 i Skarżysko-Kamienna, var en polsk skald.
Staff studerade vid universitetet i Lwów. Hans djupsinniga reflexionslyrik, som visar inflytande av Juliusz Słowacki, Friedrich Nietzsche, Maurice Maeterlinck och Gerhart Hauptmann, har stor formskönhet och känslorikedom. Tidiga verk av honom är diktsamlingarna Sny o potędze (Drömmar om makten; 1901), den i terziner avfattade tankedikten Twardowski (fem sånger 1902), Dzién duszy (Själens dag; 1903) och Ptakom niebieskim (Som himlens fågel; 1905) samt de lyriska sorgespelen Skarb (1904) och Godiva (1906). Diktsamlingen Gałaž kwitnąca (Den blommande grenen; 1908) innehåller stämningsbilder från Italien och Grekland, melodiska visor och sonetter.